# Sophie Paul
Sophie Paul (nacida Sophie Dunsing, Berlín, 1 de octubre de 1987) es una deportista alemana que compitió en remo. Ganó dos medallas en el Campeonato Europeo de Remo, en los años 2007 y 2013.

## Palmarés internacional
| Campeonato Europeo | Campeonato Europeo | Campeonato Europeo | Campeonato Europeo |
| Año                | Lugar              | Medalla            | Prueba             |
| ------------------ | ------------------ | ------------------ | ------------------ |
| 2007               | Poznań (Polonia)   | Medalla de bronce  | Cuatro scull       |
| 2013               | Sevilla (España)   | Medalla de plata   | Ocho con timonel   |